# Weltbund zum Schutz des Lebens

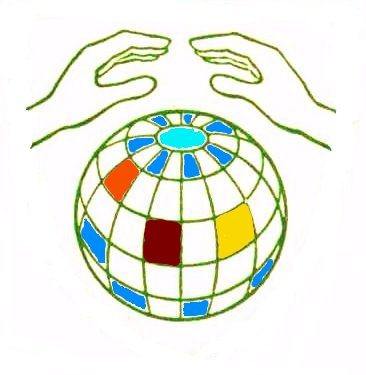
Emblem der internationalen Organisation seit 2014

Der Weltbund zum Schutz des Lebens (WSL; englisch World Union for Protection of Life (WUPL), französisch Union Mondiale pour la Protection de la Vie) ist eine 1960 in Salzburg gegründete internationale Non-Profit-Organisation und Nichtregierungsorganisation, die den „Schutz des Lebens auf der Erde“ zum Gegenstand hat. Die deutsche Sektion stand unter dem Einfluss  neofaschistischer Mitglieder.

## Geschichte

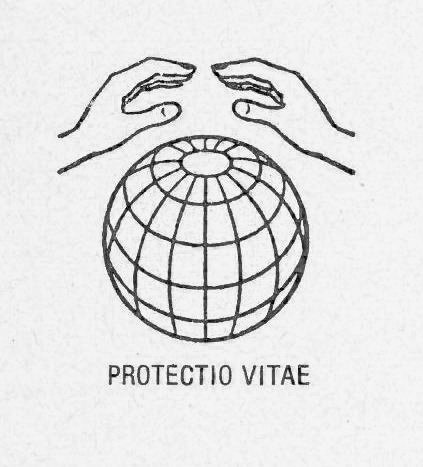
Emblem der Internationalen Organisation aus den 1960er Jahren

Die Idee zur Gründung der Organisation hatte der Schriftsteller Günther Schwab, ein ehemaliges NSDAP- und SA-Mitglied, bereits 1953 während der Arbeit an seinem Roman Der Tanz mit dem Teufel. In einigen Büchern legte Schwab seine „völkisch-biologistischen Ansichten“ nieder, prangerte die drohende Natur- und Umweltzerstörung an und warnte vor der Nutzung der Kernenergie.
In Österreich gründete Schwab zusammen mit Naturschützern den „Weltbund zur Rettung des Lebens“ (WRL). Amtlich registriert wurde der WRL zunächst am 24. September 1958 von der Sicherheitsdirektion Salzburg unter der Nummer 10.277/58; die offizielle Gründung erfolgte zwei Jahre später. Zum ersten Präsidenten wurde Johannes Hawranek gewählt, Schwab selbst wollte zunächst kein Vorstandsamt ausüben, wurde aber 1962 und 1970 zum Präsidenten gewählt. 1963 wurde die Organisation in „Weltbund zum Schutze des Lebens“ umbenannt.
Der Weltbund wurde in der Folge in 32 Staaten aktiv. Internationale Tagungen mit Wissenschaftlern, kirchlichen und anderen Organisationen, insbesondere mit der Internationalen Gesellschaft für Nahrungs- und Vitalstoff-Forschung (IVG) fanden zunächst hauptsächlich im deutschsprachigen Raum statt. Im Selbstverständnis des WSL war der Begriff Lebensschutz ein „integrierender Oberbegriff für Naturschutz, Tierschutz und Menschenschutz“, wobei der Anspruch erhoben wurde, als Dachverband die Arbeit aller auf diesen Gebieten tätigen Organisationen koordinieren zu wollen.

### Deutschland

Emblem der Sektion WSL-D ab 1970

Am 25./26. Juni 1960 fand auf Betreiben und in Anwesenheit von Schwab die Gründungsversammlung der WRL-Sektion Deutschland in Bad Hersfeld statt. Der Verein wurde dort in das Vereinsregister eingetragen. Als Organ wurde einstimmig Schwabs Zeitschrift Der stille Weg eingesetzt. Erster Präsident der deutschen Sektion wurde der ehemalige Nationalsozialist und „Euthanasie-Arzt“ der Tötungsanstalt Grafeneck, Walter Gmelin.
Gründer der deutschen WRL-Sektion waren Vertreter völkischer Gruppen, verschiedener Naturschutz- und Lebensschutzverbände sowie Einzelpersonen. Von Anfang an durch ein konservatives Menschen- und Naturbild geprägt, war der WRL in seinem Selbstverständnis ein überparteilicher und überkonfessioneller Bund zur Bekämpfung der Gefährdung der Natur, die als Gefährdung des Volkes begriffen wurde. Laut Günther Schwab sollte der Bund „für Erneuerung und Vertiefung des Lebens im Sinne der ewigen sittlichen Werte und der natürlichen Lebensordnung“ wirken. In dieser Auffassung wird der die Technik und die Zivilisation konstituierende Verstand als der Natur entgegengesetzt und als natürliche Ordnungen und organische Strukturen zerstörend betrachtet. Der Mensch wird so zum Feind der göttlichen Ordnung erklärt, wobei als Ziel des Lebensschutzes seine Reintegration in den natürlichen Kreislauf bezeichnet wird. Der ehemalige deutsche WSL-Vorsitzende Helmut Mommsen formulierte das wie folgt:

„Der Mensch ist bestimmt zum Dienen als verlängerter Arm einer alles beherrschenden Macht und zum anwaltlichen Fürsprecher der lebenden Natur unter Hintanstellung seines persönlichen Nutzens.“

1964 hatte die deutsche WSL-Sektion 700 Mitglieder, Mitte der 1980er Jahre waren es über 3000; rund zehn Jahre später war die Mitgliederzahl auf etwa 1000 gesunken. Nach Walter Gmelin waren Petra Skriver, Wilhelm Ohlenbusch, Eduard Kirwald, Friedrich Wagner, Helmut Mommsen und Hanno Beck Präsidenten des deutschen WSL, ehe 1972 Max Otto Bruker den Vorsitz übernahm. Zu den bekanntesten Mitgliedern gehörten der Physiker Karl Bechert (1901–1981), der Spiekerooger Arzt Klaus Klasing (1910–1975) und der Autor Ewald Gaul (1919–2004).
Der WSL warb für eine Vollwerternährung; ab 1972 war der externe „Arbeitskreis Gesundheitskunde“ als „Arbeitskreis Ernährung“ in den WSL integriert. Die Arbeitskreise wurden von Johann Georg Schnitzer geleitet; weitere Mitarbeiter waren Max Otto Bruker, Helmut Mommsen sowie Werner Kollath.
Größere Bedeutung erlangte der WSL bei den Protesten gegen das Kernkraftwerk Würgassen Ende der 1960er und Anfang der 1970er Jahre. Der Widerstand gegen Würgassen war der erste, der überörtlichen Rückhalt fand. Der Weltbund, insbesondere sein im nahegelegenen Lemgo lebender Vorsitzender Bruker, unterstützte Klagen gegen das Atomkraftwerk finanziell und publizistisch. Joachim Radkau nennt den WSL die „Keimzelle der Anti-Kernkraft-Bewegung“. In den 1970er Jahren machte sich der WSL Themen und zum Teil auch Aktionsformen der Umwelt- und Bürgerinitiativbewegung zu eigen, wobei er versuchte, zur Plattform der Umweltbewegung zu werden. Zudem griff die Organisation Themen der Friedens- und Frauenbewegung auf. Beispielsweise organisierten Ursula Haverbeck-Wetzel und die spätere Grünenpolitikerin Petra Kelly gemeinsam Veranstaltungen zu Themen der Frauenbewegung. Im WSL waren anthroposophische Denkfiguren verbreitet, die auf den Einfluss von Werner Georg Haverbeck zurückgeführt werden. WSL-Mitglieder waren gleichermaßen an der Gründung und programmatischen Entwicklung von Vorgängerorganisationen der Partei Die Grünen wie auch an der Erarbeitung des „ökologischen Manifests“ der NPD beteiligt.
Im August 1971 schloss sich die rechtsextreme Deutsche Gesellschaft für Erbgesundheitspflege (DfE, 1972 umbenannt in Gesellschaft für biologische Anthropologie, Eugenik und Verhaltensforschung) dem WSL kooperativ an und bildete den WSL-Arbeitskreis Humangenetik. Noch im selben Jahr forderte der saarländische WSL-Vorsitzende Günther Heipp die Auflösung des Arbeitskreises, da die DfE „politisch auf der äußersten Rechten anzusiedeln“ sei. Der damalige WSL-Präsident Bruker ignorierte die Hinweise auf die Verbindungen zu Eugenikern und Neonazis. Nach weiteren Vorhaltungen Heipps beschloss das WSL-Schiedsgericht im Mai 1973 auf Antrag Brukers den Ausschluss Heipps. Dem kam Heipp durch seinen Austritt zuvor. Mit ihm verließ der gesamte saarländische Landesverband den WSL. Bruker wurde 1974 als WSL-Präsident durch Werner Georg Haverbeck abgelöst. Dem Politikwissenschaftler Richard Stöss zufolge befreite Haverbeck den WSL von „den gröbsten Mißständen […], ohne sich offiziell von profaschistischen Tendenzen zu distanzieren“. Der Medizinhistoriker Jörg Melzer zieht Stöss’ Interpretation in Zweifel und verweist auf Brukers berufliche Neuorientierung im gleichen Jahr und ein „katastrophale[s] Finanzgebaren“ unter Bruker.
Im Mai 1981 stellten auf einer Bundesvorstandssitzung Präsident Haverbeck, seine Frau Ursula Haverbeck-Wetzel und Vizepräsident Ernst Otto Cohrs ihre Ämter zur Verfügung, falls sie sich vom NS-System oder Hitler distanzieren müssten. Daraufhin wurde ein entsprechender Antrag fallengelassen. 1982 ersetzte Max Otto Bruker Haverbeck als Präsident. Cohrs blieb Vizepräsident. Erst nach öffentlichen Protesten und zahlreichen Kündigungen von Mitgliedern wandte sich Bruker in einem Rundschreiben an alle Mitglieder, wo er die öffentliche Aussprache rechtsradikalen Gedankenguts ausdrücklich verbot, jedoch nicht die Mitgliedschaft von Rechtsradikalen im WSL. Aufgrund des Briefes kam es zum Machtkampf innerhalb des WSL, in dessen Zug Bruker im Dezember 1982 von seinem Amt als Präsident zurücktrat.
Infolge der Austritte Anfang der 1980er Jahre verstärkte sich die rechtsextreme Gesamttendenz des WSL. 1985 wurde die deutsche Sektion aus dem internationalen Verband ausgeschlossen. Anfang 2001 gab die deutsche WSL-Sektion ihre Auflösung bekannt. Als Gründe wurden der überalterte Mitgliederbestand, fehlender Nachwuchs und die schon länger inaktiven internationalen Strukturen genannt. Deshalb sei keine satzungsgemäße Vereinstätigkeit mehr möglich, weshalb die Finanzbehörden die Gemeinnützigkeit aberkannt hätten. Die Vereinszeitung wurde vom „Collegium Humanum“ fortgeführt, das seit 1972 Mitglied im Weltbund war.
Nachfolgeorganisation des WSL war der Verein Bauernhilfe, der nach unterschiedlichen Angaben 1987 oder im Juni 2004 gegründet wurde. Offiziell diente der Verein der Förderung der Ökologischen Landwirtschaft; der Satzung zufolge wollte die Bauernhilfe „die Tradition des Weltbundes zum Schutze des Lebens, aus dem sie seinerzeit hervorging, fortsetzen“. Unter den Vereinsmitgliedern waren zahlreiche wegen rechtsextremer Aktivitäten bekannte Personen, beispielsweise Horst Mahler, Ursula Haverbeck-Wetzel und die Schauspielerin Imke Barnstedt. Im Mai 2008 wurde die Bauernhilfe zusammen mit dem Collegium Humanum durch das Bundesinnenministerium verboten.

### Österreich
Bis zum Jahre 2008 war die zahlenmäßig größte aktive Gruppe nach wie vor in Österreich zu finden.
Schwab behauptete: „In Österreich konnten wir beispielsweise mithelfen, den Betrieb des Atomkraftwerkes in Zwentendorf zu verhindern oder den Wiener Wald als Mischwald zu erhalten.“ Die Bodenbiologin und Schriftstellerin Annie Francé-Harrar war Ehrenmitglied und aktive Mitarbeiterin.
Die Tätigkeit von WSL-Funktionären in der staatlichen „Anti-Atom-Offensive“ war einige Jahre Gegenstand politischer Auseinandersetzungen. Aufgrund des hohen Durchschnittsalters der Mitglieder wurde die Sektion Österreich auf Antrag des Vorstandes aufgelöst. Diese freiwillige Auflösung trat nach Auskunft des österreichischen Innenministeriums zum 31. Dezember 2012 in Kraft.

## Internationale Aktivitäten
Neben der Bundesrepublik Deutschland waren Österreich, die Schweiz und Luxemburg die Länder mit den meisten Mitgliedern. Die weltpolitische Lage erschwerte allerdings – insbesondere wegen des Ost-West-Konfliktes – den angestrebten Aufbau einer internationalen Organisation, obwohl bereits gute Beziehungen auf dieser Ebene bestanden (Europarat, UNO, UNESCO usw.).
Nach eigenen Angaben war der WSL in folgenden Ländern vertreten: Ägypten, Äthiopien, Australien, Belgien, Brasilien, Bulgarien, Bundesrepublik Deutschland, DDR, Finnland, Frankreich, Großbritannien, Indien, Irland, Israel, Italien, Japan, Jugoslawien, Kanada, Luxemburg, Mexiko, Niederlande, Norwegen, Österreich, Polen, Rumänien, Schweden, Schweiz, Spanien, Südkorea, Tschechoslowakei, Ungarn und USA. Ein wissenschaftlicher Beirat von 400 Fachleuten aus 53 Ländern, darunter 40 Nobelpreisträger, unterstützte die Arbeit des WSL. Präsident des Beirates war Linus Pauling. Zu den Arbeitsthemen auf internationaler Ebene gehörte auch der Kampf gegen Krebserkrankungen. Unter den deutschen Mitgliedern im wissenschaftlichen Beirat war Konrad Lorenz.
1964 wurde der Chemiker und Ernährungswissenschaftler Hans Adalbert Schweigart zum ersten Präsidenten der internationalen Stufe des Weltbundes mit Sitz in Luxemburg gewählt. Er widmete sich in seiner Amtszeit vor allem allgemeinen Themen wie etwa in seinem öffentlichen Vortrag am 14. September 1970 in Trier mit dem Titel Lebensschutz oder Untergang oder über die ökologischen Auswirkungen der CO2-Zunahme bis zum Jahre 2200 – ein Vortrag, den er für die IVG zum Kongress 1972 vorbereitet hatte.
In Australien versuchte die Organisation seit 1969 öffentlich auf die Gefahren hinzuweisen, die mit dem Betrieb des geplanten Kernkraftwerks von Jervis Bay drohten. Nach Meinung einiger Vertreter hat die australische Sektion dazu beigetragen, dass bis heute dort keine Kernkraftwerke – von dem Forschungsreaktor OPAL abgesehen – betrieben werden.
Der Weltbund zum Schutz des Lebens verlieh eine Auszeichnung namens „Hans-Adalbert-Schweigart-Medaille“ an folgende Personen:
- 1979: André Gernez und Konrad Lorenz[25]
- 1981: Peter Weish
- 1982: Werner Georg Haverbeck[26]
- 1983: Rosalie Bertell
- 1986: Franz Weber[27]
- ????: Ralph Graeub[28]

Bei der internationalen Organisation wechselte der Sitz im Laufe der Zeit, unter anderem von Hannover nach Luxemburg und später nach Bad Reichenhall. Nach dem Tod von Günther Schwab im Jahre 2006 wurde im Hinblick auf das 50-jährige Jubiläum eine neue Struktur aufgebaut, die sich nicht an nationalstaatlichen Grenzen orientiert. Stattdessen sollen die Mitglieder in Ländern gleicher Sprache (z. B. englischsprachige Mitglieder in Australien, Großbritannien, Kanada und den USA) weltweit zusammenarbeiten.
Angesichts der Vielzahl von Organisationen mit ähnlichen Zielen versteht sich der WSL als internationaler Dachverband. Daher sollen nur Wissenschaftler bzw. Personen mit einer wissenschaftlichen Qualifikation oder gewählte Vertreter von Organisationen mit gleicher Zielsetzung als Mitglied aufgenommen werden. Die praktische Umsetzung und die Definition der Qualifikation bleiben aber weiterhin den jeweiligen nationalen Gebietsverbänden überlassen. Im deutschsprachigen Bereich wurden die Aktivitäten im September 2018 eingestellt.